# Cryphia lusitanica
Cryphia lusitanica är en fjärilsart som beskrevs av Max Wilhelm Karl Draudt 1931. Cryphia lusitanica ingår i släktet Cryphia och familjen nattflyn. Inga underarter finns listade i Catalogue of Life.